# دوکا دو کاواکاس

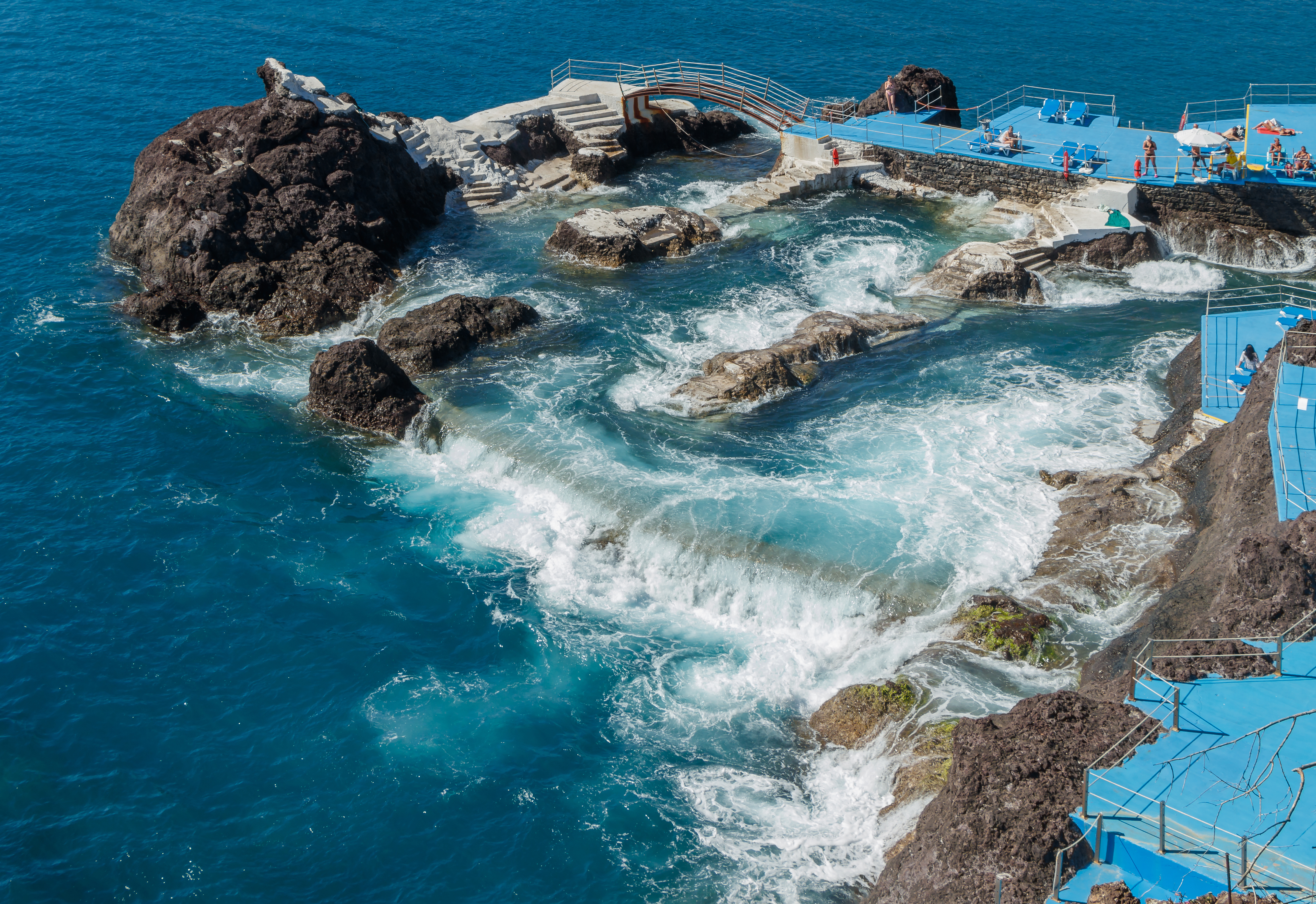
مجموعه حمام دوکا دو کاواکاس.

دوکا دو کاواکاس (به پرتغالی: Complexo Balnear Doca do Cavacas) یک مجموعهٔ تفریحی شامل حمام و استخر طبیعی و هتل در شهر فونچال، واقع در جزایر مادیرا، پرتغال است که دسترسی مستقیم به دریا دارد.